# Norbert Saada
Norbert Saada (* 9. November 1938 in Gabès, Tunesien) ist ein französischer Musik- und Filmproduzent, der  Unterhaltungsproduktionen der 1970er und 1980er Jahre hergestellt hat.

## Leben und Wirken
Der an der tunesischen Mittelmeerküste geborene Saada besuchte die Schule der Alliance Israélite Universelle in Tunis und verließ nach seinem Abschluss 1957 das Land in Richtung Frankreich. Dort versuchte sich Saada zunächst in unterschiedlichen Jobs, etwa als Staubsaugerverkäufer, ehe er im Showbiz Fuß fasste und schließlich als Tänzer und Entertainer im Club Saint-Hilaire (1963) auftrat. Über Eddie Barclay wurde ihm im darauf folgenden Jahr ein Job als künstlerischer Leiter bei dessen Plattenfirma angeboten. Von 1964 bis 1968 war Norbert Saada für Barclays Label tätig, danach machte er sich selbständig. Saada kollaborierte mit einigen Musikgrößen Frankreichs der 1960er Jahre, darunter Jacques Brel, Charles Aznavour, Dalida, Mireille Mathieu und Hugues Aufray. 1968 wurde er Manager beim Musikverlag „La Compagnie“, den er zusammen mit Aufray gründete und für den er den Sänger José Bartel als künstlerischen Leiter engagierte. Dieses Label produzierte unter anderem Alben von France Gall, Nicole Croisille, Gilles Dreu und Michel Colombier. Saada arbeitete aber auch mit internationalen, englischsprachigen Künstlern zusammen, darunter Otis Redding, Liza Minnelli und Sammy Davis junior.
Beginnend mit dem Terence-Hill-Welterfolg Mein Name ist Nobody fokussierte Norbert Saada seit Mitte der 1970er Jahre seine berufliche Tätigkeit auf die Filmproduktion, wobei er anfänglich zumeist mit anderen Produzenten zusammenarbeitete. Sein Hauptaugenmerk galt in den 1970er Jahren der Herstellung von Krimis und Actionfilmen mit Alain Delon, mit dem ihm eine enge Freundschaft verband. Norbert Saada produzierte Inszenierungen der Regisseure Joseph Losey, Georges Lautner, Serge Leroy, Yves Boisset, Jacques Deray, Pierre Granier-Deferre und Delons damaliger Lebensgefährtin Mireille Darc. Nach zwanzig Jahren stellte Saada seine Arbeit als Filmproduzent ein. Im neuen Jahrtausend war er vor allem als Berater bei verschiedenen Finanz- und audiovisuellen Transaktionen tätig. 2017 nahm Norbert Saada an dem Dokumentarfilm Les Magnifiques von Mathieu Alterman und Yves Azéroual teil, der die Geschichte fünf junger Menschen (neben Saada auch Régis Talar, Robert Castel, Enrico Macias und Philippe Clair) beleuchtete, die im Alter von etwa zwanzig Jahren Nordafrika in Richtung Frankreich verließen und die französische Popkultur der 1960er bis 1980er Jahre mitbestimmten.

## Filmografie
Als (Co-)Produzent oder Herstellungsleiter:
- 1973: Mein Name ist Nobody (Il mio nome è Nessuno)
- 1975: Nobody ist der Größte (Un genio, due compari, un pollo)
- 1976: Monsieur Klein
- 1976: Der Erpresser (Armagueddon)
- 1977: Der Fall Serrano (Mort d’un pourri)
- 1978: Der unheimliche Fremde (Attention les enfants regardent)
- 1979: Bobo Jacco
- 1979: L'Entourloupe
- 1980: Contes pervers
- 1981: Der Maulwurf (Espion, lève-tot)
- 1982: Kopfjagd – Preis der Angst (Le Prix du danger)
- 1982: Der Tod des Mario Ricci (La mort de Mario Ricci)
- 1983: Dog Day – Ein Mann rennt um sein Leben (Canicule)
- 1983: Die Abrechnung (L’addition)
- 1984: Réveillon chez Bob
- 1984: Spécial Police
- 1985: Mörderischer Engel (On ne meurt que deux fois)
- 1986: La Vie dissolue de Gérard Floque
- 1988: Le Crime d'Antoine
- 1989: Hemmungslos (La Barbare)
- 1992: Archipel
- 1993: Der Winkeladvokat (Les Ténors)